# Hamun-e Helmand

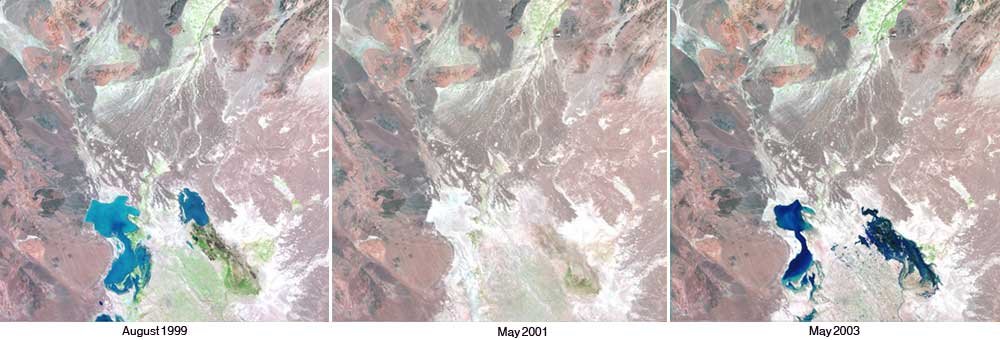
Jezioro Hamun-e Helmand z satelity

Hāmun-e Helmand, także Hāmun-e Hīrmand i Sistan Lake – bagniste jezioro we wschodnim Iranie niedaleko granicy z Afganistanem, zasilane przez rzekę Helmand.